# Condado de Tieling
Tieling (en chino, 铁岭; pinyin, Tiělǐng) es un condado  bajo la administración directa de la Prefectura Tieling en la Provincia de Liaoning, República Popular China.  Su área es de 2249 km² y su población total para 2010 superó los 330 mil habitantes. 

## Administración
Desde julio de 2020, el  Condado Tieling se divide en  pueblos que se administran en 12 poblados, 1 villa y 1 villa étnica.